# Mathilde von Franken
Mathilde von Franken (* um 1027; † Januar 1034) war eine Tochter des römisch-deutschen Kaisers Konrad II. und dessen Gemahlin Gisela von Schwaben aus der Dynastie der Salier.
Bei einem Treffen im lothringischen Deville im Mai 1033 mit dem westfränkisch/französischen König Heinrich I. vereinbarte Kaiser Konrad II. die Verheiratung seiner erst etwa fünf Jahre alten Tochter mit diesem. Zur Eheschließung kam es allerdings nicht mehr, da Mathilda schon im Frühjahr 1034 verstorben war.
Sie wurde im Dom zu Worms beigesetzt.